# 马玉芹
马玉芹（1972年9月11日—），中国短跑运动员，专项为400米赛跑。

## 早期
1988年，马玉芹加入河北田径队。
在1990年亚洲青年田径锦标赛上，她的天赋得到展现。她参加了400米赛跑，以55.25秒的成绩赢得预赛，在决赛中以53.38秒胜过队友Liu Youlan夺冠。后来二人又和Lu Ping、冷雪艳组队参加1600米接力赛跑，共取金牌。
1991年9月，才19岁的马玉芹就在唐山的中国城市运动会上将李桂莲的400米国家纪录52.13秒提高到了52.04秒。

## 成年生涯
马玉芹参加哈瓦那的1992年国际田联世界杯，这是她首次出国参加国际赛事。她代表亚洲与印度的希妮·阿伯拉罕、库蒂·萨兰玛和同胞曹春英参加1600米接力赛跑。她们最终表现不佳，以3分41.94秒得第八名。
但1993年才是马玉芹真正的突破。4月，她在石家庄一场低强度运动会上以50.94秒创造亚洲400米纪录。一个月后，在济南的全国锦标赛上，她又将纪录提高到50.86秒。
她随后取得9月中华人民共和国全国运动会参赛资格。9月11日，她在21周岁生日当天打破了自己的亚洲纪录，也是同年第三次破纪录，取得49.81秒的当年世界最佳成绩。12日，她在200米赛跑中取得22.95秒的个人最好成绩。13日，她与安晓红、曹春英、白晓云作为河北1600米接力赛跑队以3分24.28秒的成绩破亚洲纪录。她的纪录保持至今。她随后被选拔参加12月马尼拉的亚洲锦标赛，以51.23秒的成绩轻松夺得400米冠军。
1994年马玉芹也有一个良好的开端，在北京的全国锦标赛上，她以50.45秒成功卫冕。这使她有资格参加广岛的亚洲运动会，并在那里以52.35秒赢得预赛，51.17秒完成决赛，捍卫了自己在400米跑的地位。由冷雪艳、张恒运、曹春英和马玉芹组成的中国1600米赛跑队以3分29.11秒夺冠。
在1995年的世界室内田径锦标赛上，马玉芹和张恒运、吕希芳、曹春英参加1600米接力赛跑。该队以第五名也是最后一名完赛，但创造了新的地区纪录。
她最后一次赛场亮相是1997年5月以53.28秒完成一项400米赛跑。

## 成绩
| 年        | 賽事                     | 舉辦城市  | 名次      | 項目      | 記錄                        |
| 代表 中国 | 代表 中国                | 代表 中国 | 代表 中国 | 代表 中国 | 代表 中国                   |
| --------- | ------------------------ | --------- | --------- | --------- | --------------------------- |
| 1990      | 亚洲青年锦标赛           | 北京      | 第1名     | 400m      | 53.38                       |
| 1990      | 亚洲青年锦标赛           | 北京      | 第1名     | 4 x 400m  | 3.46.11                     |
| 1992      | 世界杯                   | 哈瓦那    | 第8名     | 4 x 400m  | 3:41.94                     |
| 1993      | 中华人民共和国全国运动会 | 背景      | 第1名     | 400m      | 49.81 (当年最佳) (亚洲纪录) |
| 1993      | 中华人民共和国全国运动会 | 背景      | 第1名     | 4 x 400m  | 3.24.28 (亚洲纪录)          |
| 1993      | 亚洲锦标赛               | 马尼拉    | 第1名     | 400m      | 51.23                       |
| 1994      | 亚洲运动会               | 广岛      | 第1名     | 400m      | 51.17                       |
| 1994      | 亚洲运动会               | 广岛      | 第1名     | 4 x 400m  | 3:29.11                     |
| 1995      | 世界室内锦标赛           | 巴塞罗那  | 第5名     | 4 x 400m  | 3.39.76 (亚洲纪录)          |

## 外部連結
- 马玉芹在World Athletics（英语）